# Filip von Rehberg
Filip von Rehberg, Philipp von Rehberg – rzymskokatolicki duchowny, biskup kamieński.